# Aigle à deux têtes (géant d'Ath)
Pour le symbole en héraldique, voir Aigle à deux têtes.
L’Aigle à deux têtes ou aigle bicéphale est un symbole héraldique répandu dans toute l'Europe et plus particulièrement dans les pays germaniques.

## Histoire
Le géant d'Ath qui le représente est très ancien. Il apparaît au tout début du XVIIIe siècle comme géant de la confrérie des tailleurs (Aigle de Saint Jean). Il est alors monocéphale, comme la plupart des aigles du bestiaire festif catalan où ce géant est assez fréquent.
Brûlé par les révolutionnaires français le 28 août 1794 (avec les autres géants ), il réapparaît dans le cortège de la Ducasse d'Ath en 1806. Sa tête est sculptée par l'Athois Emmanuel Florent.
En septembre 1854, à l'occasion d'une visite du prince de Brabant, futur Léopold II, on lui rajoute une deuxième tête (réalisée par Clément Gilisquet) pour évoquer les armoiries de la ville.
Actuellement l'Aigle à deux têtes est en tête du cortège dominical de la Ducasse. Sous l'ancien régime, c'était le Cygne des boulangers qui ouvrait la procession mais ce dernier n'est pas réapparu après l'autodafé de 1794.
Le géant est accompagné par la fanfare de Meslin-l'Évêque depuis 1983. Auparavant, c'était celle de Bouvignies.
Un jeune enfant est assis à son sommet.
Le nombre de porteurs, leurs postures et leurs danses ont considérablement augmenté : ils étaient deux en 1900, quatre en 1926 (dans le film tourné par le Musée de la Vie wallonne de Liège) et de nos jours une dizaine.

## Galerie

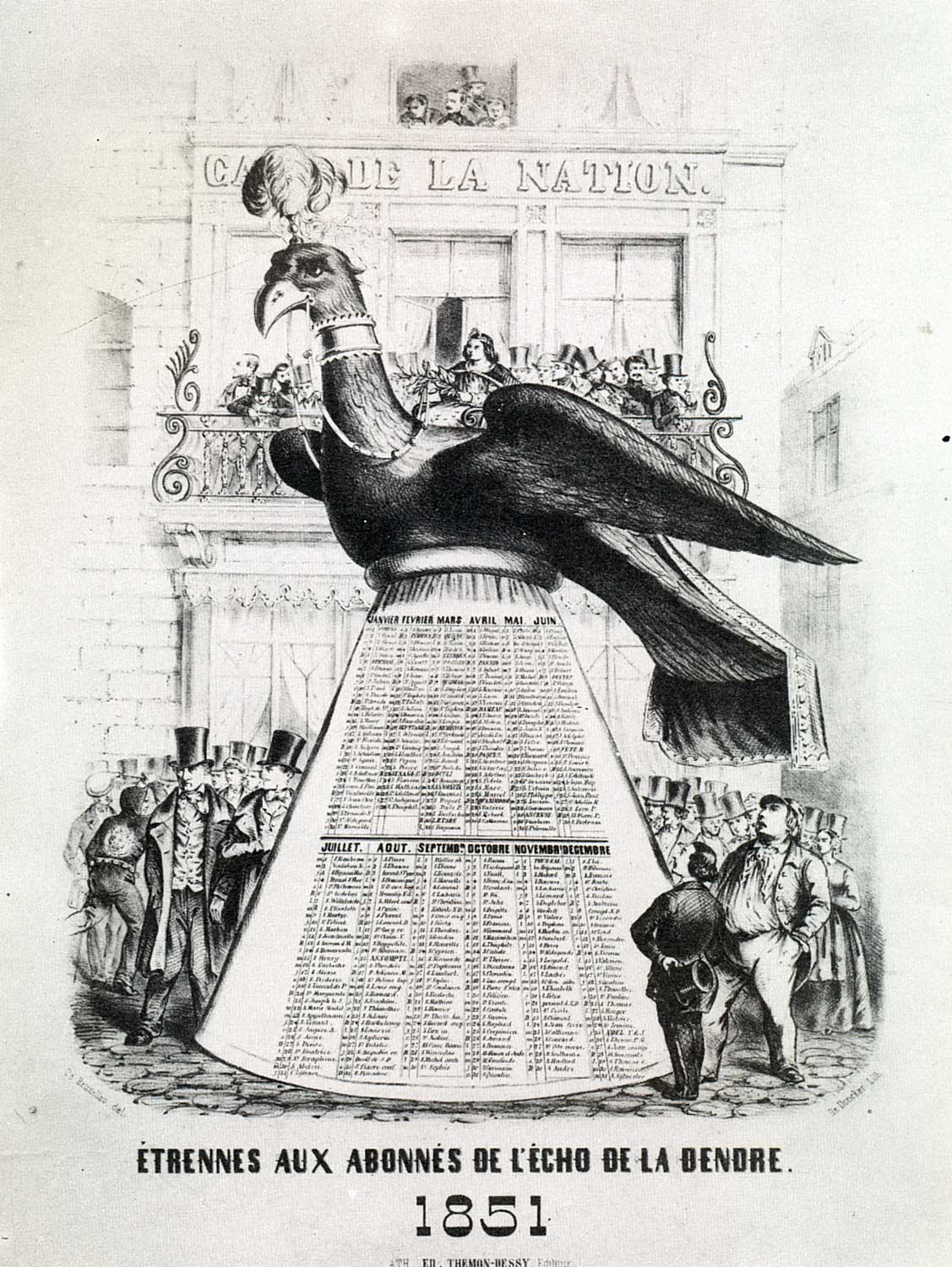
Dessin de 1851
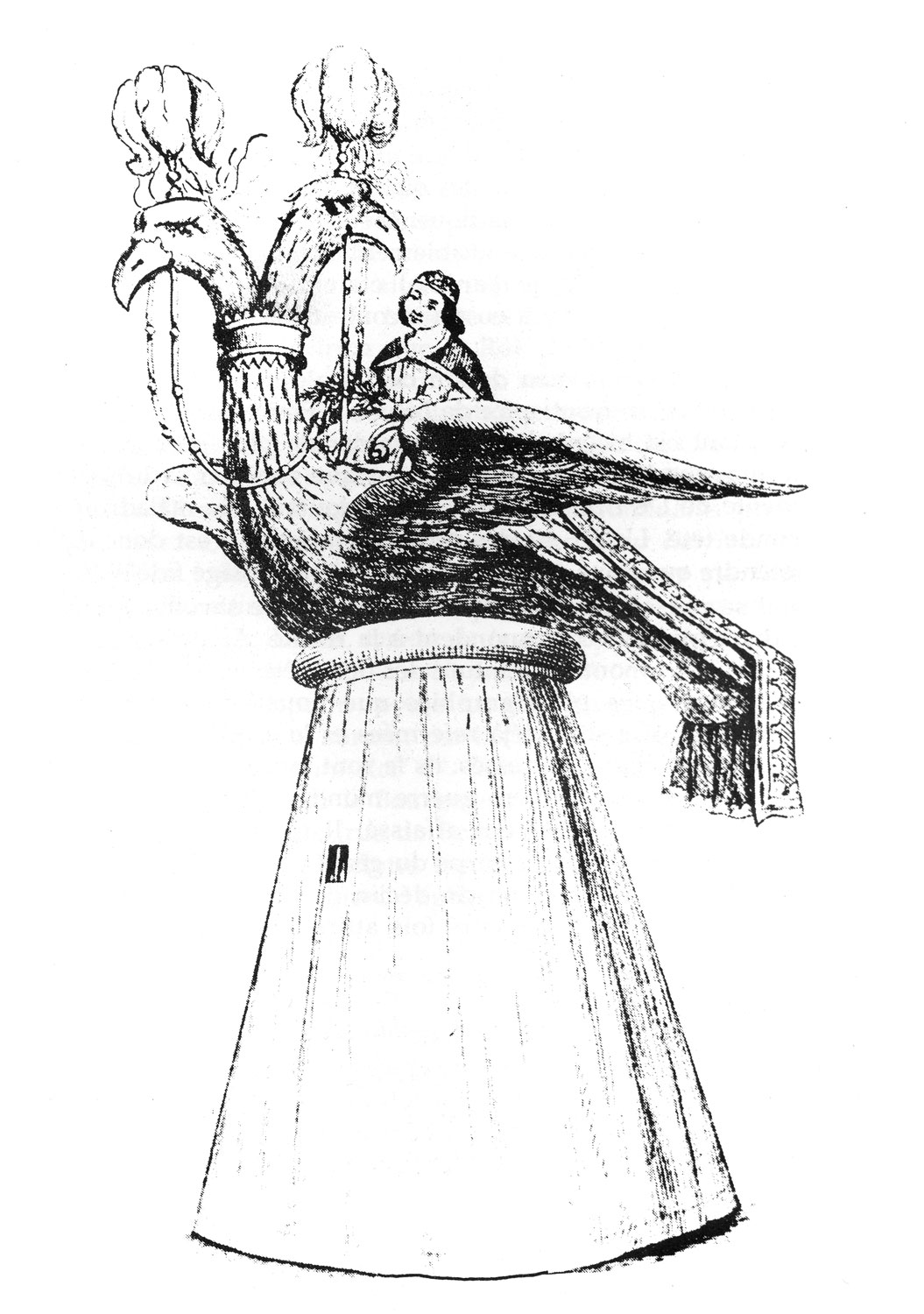
Gravure de 1869
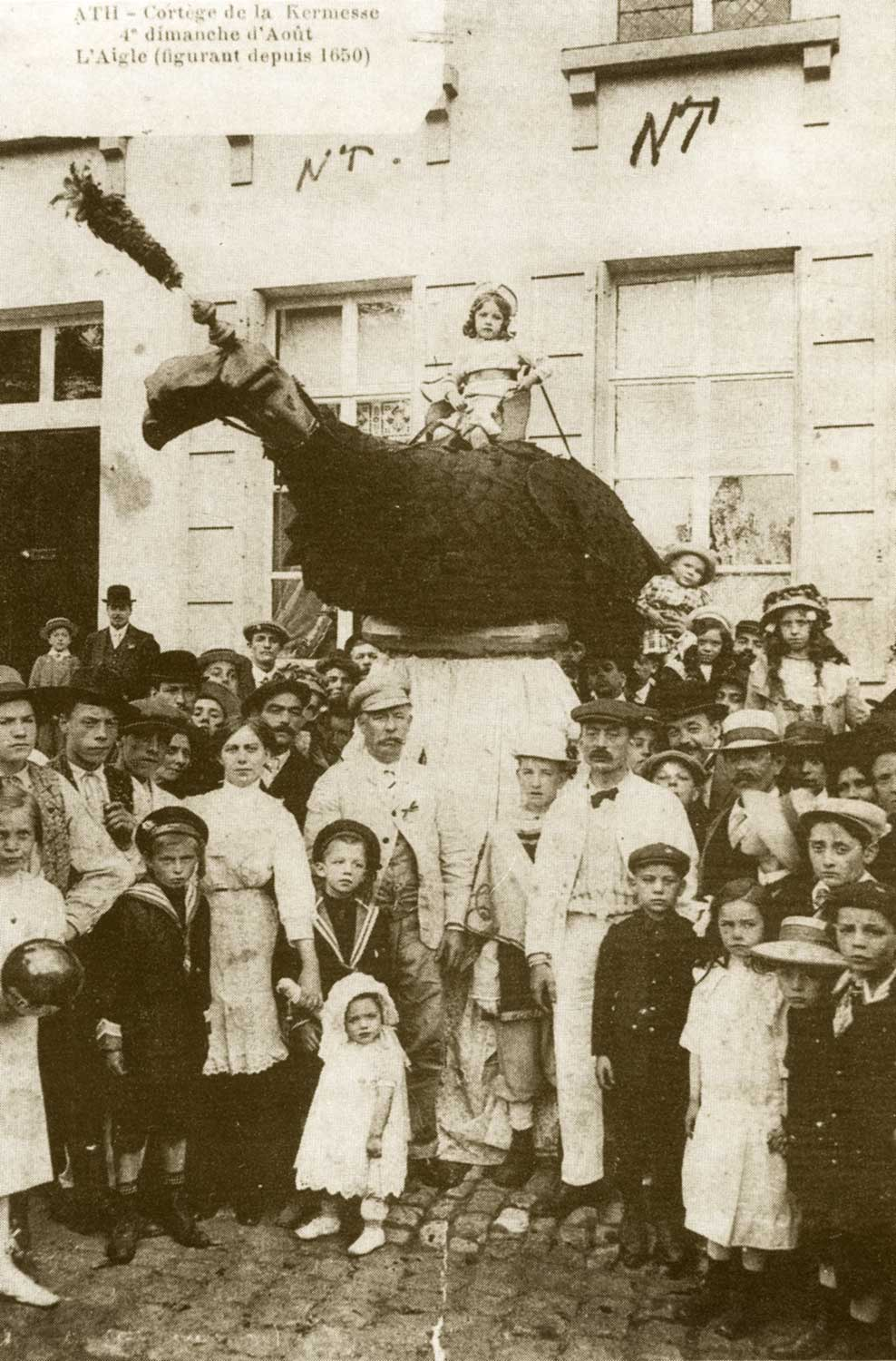
Carte postale de 1900
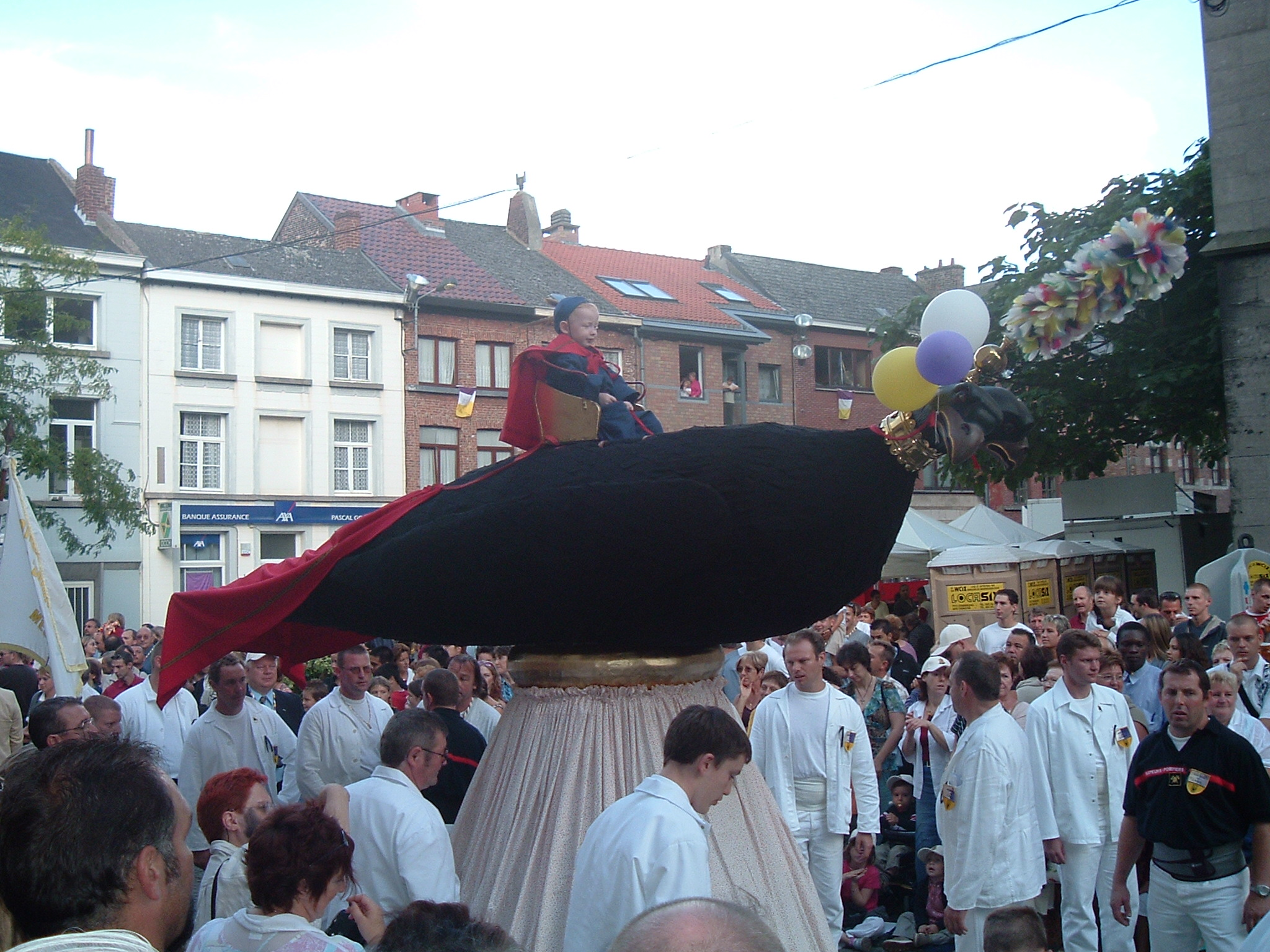
Photo de 2004
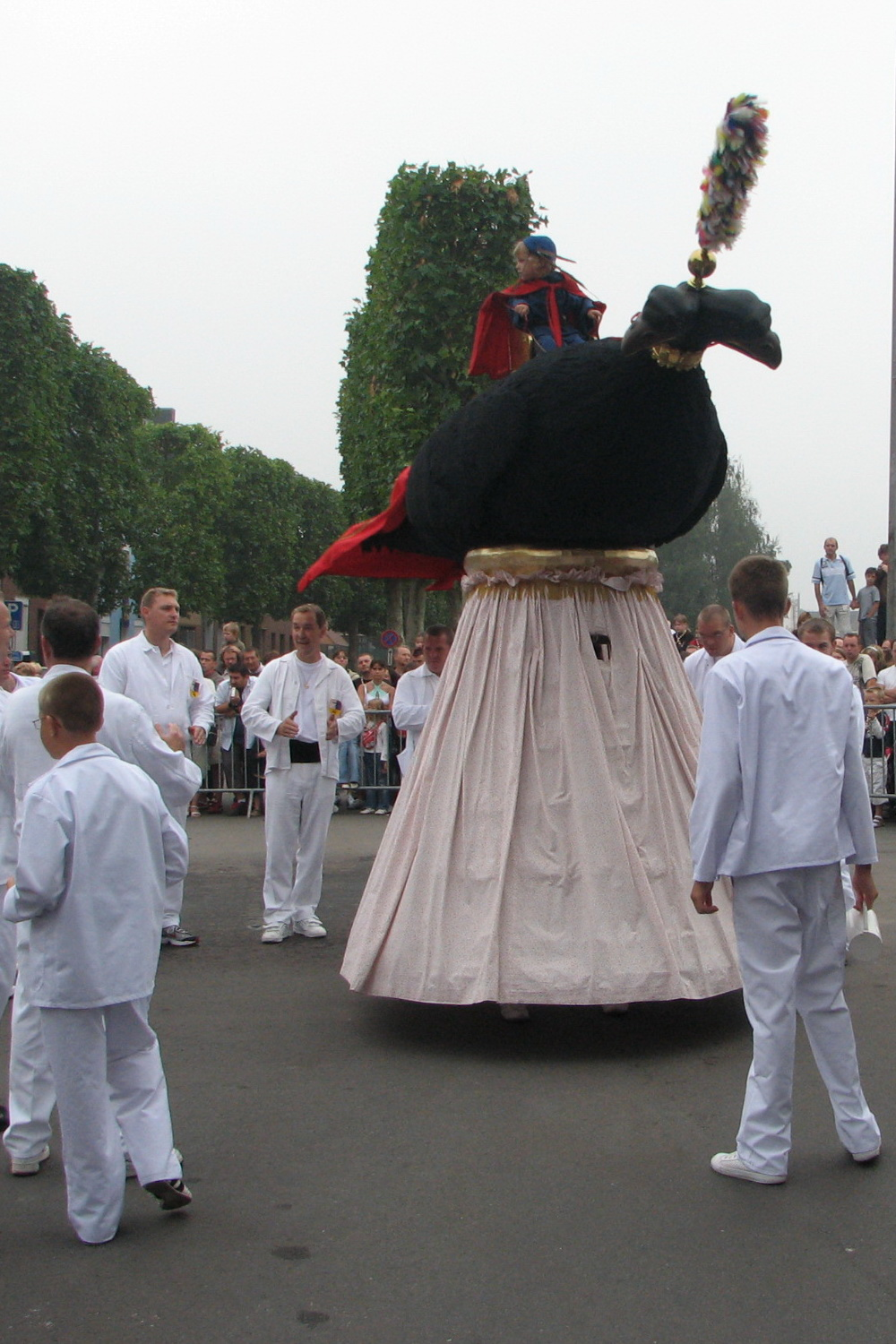
Photo de 2007
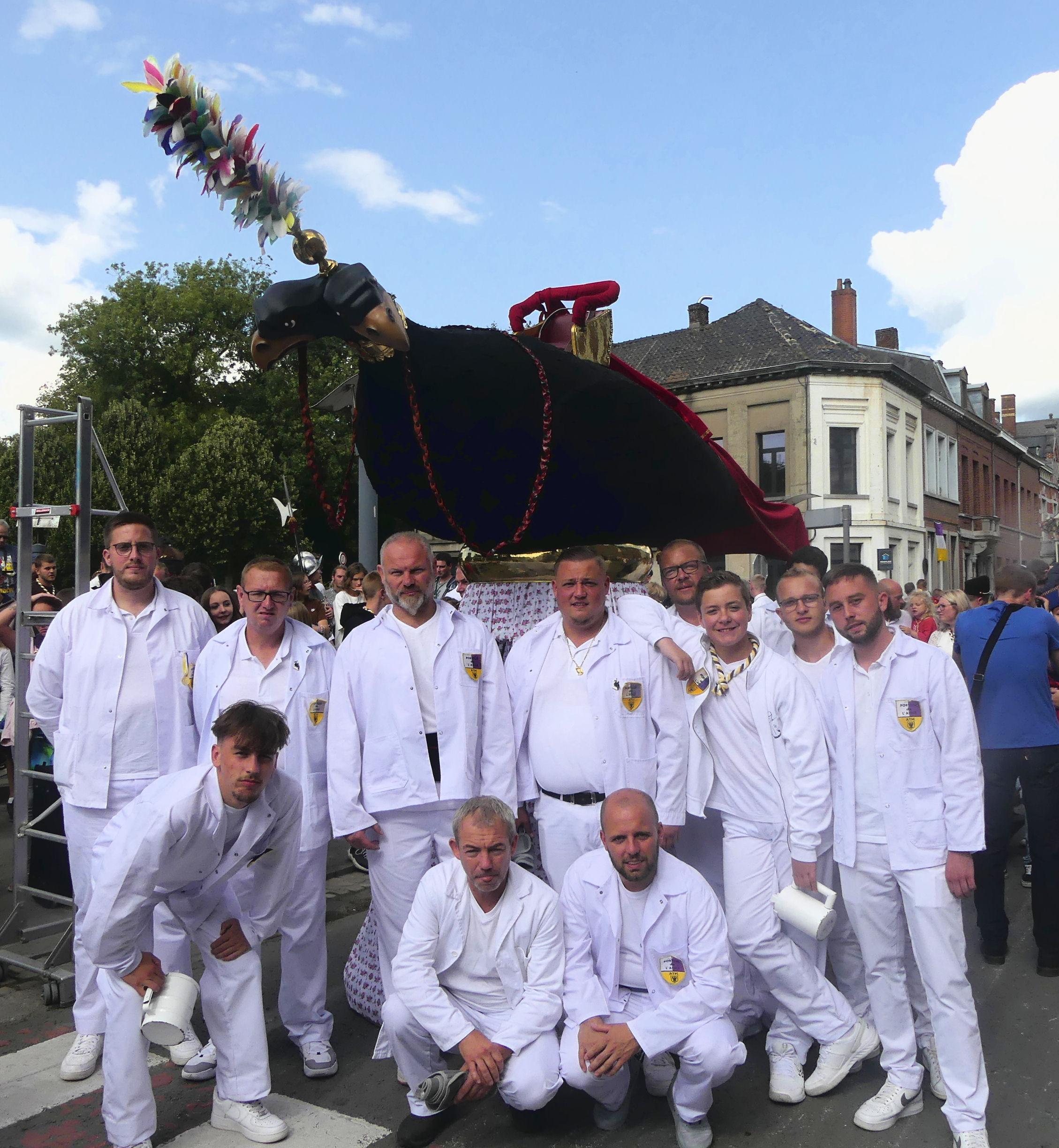
Photo du groupe de porteurs en 2023